# Flugplatz Weißenhorn

i7
i11
i13
Der Flugplatz Weißenhorn (ICAO-Code: EDNW) ist der Sonderlandeplatz der schwäbischen Stadt Weißenhorn. Er wird vom Flugring Neu-Ulm betrieben.

## Geografie
Der Flugplatz liegt etwa zwei Kilometer südwestlich von Weißenhorn auf einer sanften Anhöhe zwischen den Tälern der Iller und der Roth, dem sogenannten Millerholz, in einer Höhe von 501 m ü. NN. Zwei Kilometer westlich verläuft die Bundesautobahn 7 nach Ulm und fünf Kilometer westlich die Landesgrenze zu Baden-Württemberg.

## Geschichte und Infrastruktur
Die Geschichte der Luftfahrt begann in Weißenhorn im August 1939 mit der Errichtung des Lufttanklagers Weißenhorn der Wehrmacht. Gelagert wurden auf dem mit Flak gesichertem Gelände am Waldrand Flugtreibstoffe und Munition. Es wurde im Zweiten Weltkrieg mehrfach bombardiert. Nach dem Ende des von den Alliierten verhängten Flugverbotes wurde die Fliegerei in Weißenhorn für die allgemeine Luftfahrt wieder belebt und das Gelände allmählich zum Flugplatz ausgebaut. 
Das Fluggelände verfügt heute über einen Hangar, ein Helipad, ein bewirtschaftetes Vereinsheim, eine INFO-Frequenz (119,430 MHz) sowie eine Tankstelle für Avgas und Super. Der Flugplatz ist für Luftfahrzeuge aller Art bis 5700 kg zugelassen und hat keine geregelten Betriebszeiten. Eine Landung ist nur nach vorheriger Anmeldung möglich (PPR).

## Zwischenfälle
- Am 3. Oktober 2013 stürzte ein Motorsegler Schempp-Hirth Nimbus 4M bei dem Landeanflug auf EDNW in ein Maisfeld. Das Fluggerät wurde hierbei schwer beschädigt und der Pilot leicht verletzt.[4]:8
- Am 7. August 2020 kollidierte nahe dem Flugplatz das Segelflugzeug vom Typ Rolladen Schneider LS4 mit dem Luftfahrzeugkennzeichen D-3485 im Flug mit dem einmotorigen Tiefdecker D-KWEM vom Typ Diamond HK36.[5] Der mit zwei Personen besetzte Motorsegler konnte erheblich beschädigt auf EDNW notlanden, das Segelflugzeug zerschellte in einem Getreidefeld, wobei dessen 52-jähriger Pilot tödlich verletzt wurde.[6][7][8]